# Lång bockrot
Lång bockrot (Pimpinella peregrina) är en växtart i familjen flockblommiga växter.